# Емулгатор
Емулгатори су супстанце које смањују површински напон омогућавајући стварање стабилних емулзија. Емулзије добијене без употребе емулгатора се називају псеудоемулзије.
Емулгатори могу бити природни (лецитин, холестерол), или вештачки.